# Sophienkirche (Ohrid)

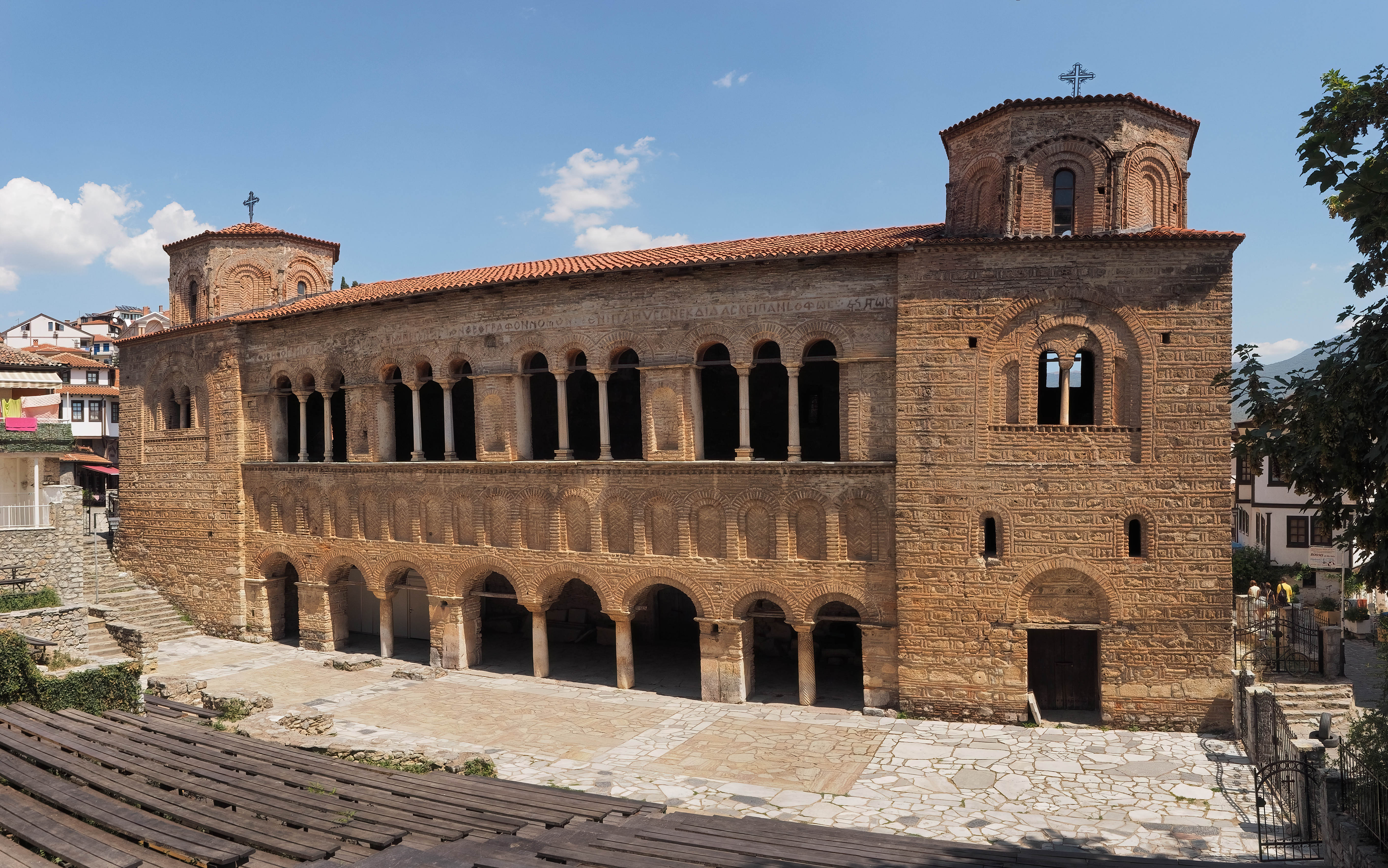
Sophienkirche in Ohrid, Westfassade

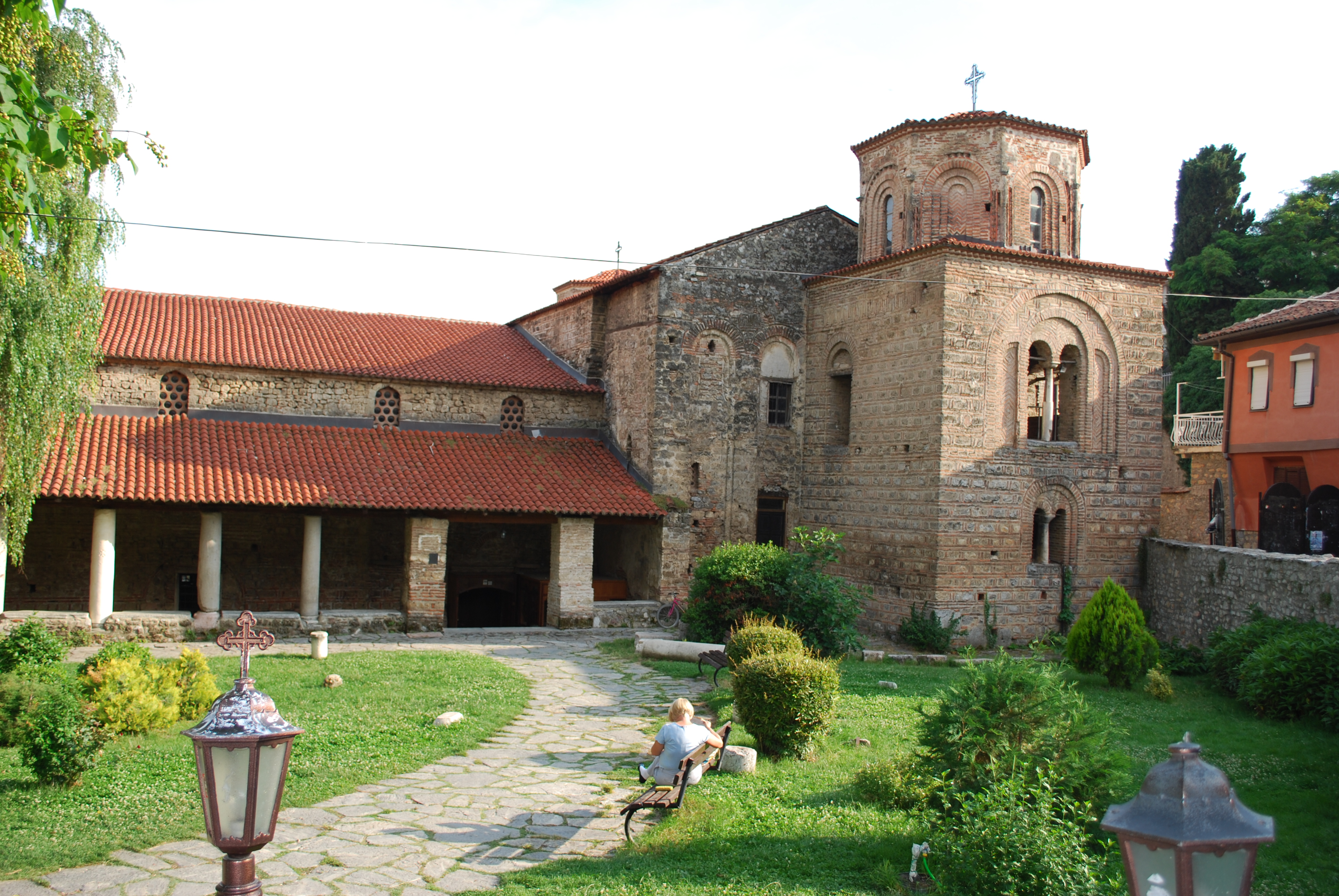
Sophienkirche in Ohrid, Nordseite

Die Sophienkirche (mazedonisch Црква Света Софија, Crkva Sveta Sofija) ist ein byzantinischer Kirchenbau in der Stadt Ohrid in Nordmazedonien.
Bei der Kirche handelt es sich um eine dreischiffige Pfeilerbasilika mit im Westen vorgelagertem Narthex und Exonarthex und einem an der Nordseite angebauten Portikus. Sie ist vom Staat denkmalgeschützt.

## Geschichte
Ohrid war lange eines der kulturellen und religiösen Zentren des bulgarischen Reiches und eines der Zentren des orthodoxen Christentums der Slawen und Südosteuropas. Unter der Herrschaft des Zaren Samuel (958–1014) wurde Ohrid bulgarische Hauptstadt, bevor das Land und die Stadt 1018 durch byzantinische Truppen eingenommen wurden.
Die Sophienkirche wurde dann in der Amtszeit des Erzbischofs Leo von Ohrid, eines Klerikers griechischer Abstammung, zwischen 1037 und 1056 auf den Fundamenten einer frühchristlichen Kirche erbaut. Leo war Erzbischof des autokephalen Erzbistums Ohrid und von Byzanz ernannt. Er ließ eine dreischiffige Kirche mit drei Apsiden, einer mächtigen Kuppel über dem Mittelteil und einem Glockenturm vor der Westfassade errichten. 1313/14 wurde der Bau unter Erzbischof Gregorios im Westen um einen zweigeschossigen Exonarthex (Vorhalle) mit zwei Kuppeln und Galerien im Obergeschoss erweitert.
Nach der Eroberung der Region um Ohrid durch das Osmanische Reich zwischen 1385 und 1408 wurde die Kirche in eine Moschee umgewandelt, der Glockenturm, die Zentralkuppel und die Innengalerien wurden abgetragen.
Nach dem Russisch-Osmanischen Krieg von 1877/78 endete die Herrschaft des Osmanischen Reiches in der Region, und der Sophienkirche konnte ihre ursprüngliche Funktion als christliche Kirche zurückgegeben werden.
1967 wurde in der Sophienkirche die von anderen orthodoxen Kirchen nicht anerkannte mazedonisch-orthodoxe Kirche begründet. Seit diesem Zeitpunkt gehört Ohrid kirchenrechtlich zur Diözese Debar und Kičevo und spielt keine administrative Rolle mehr.

## Die Fresken der Sophienkirche

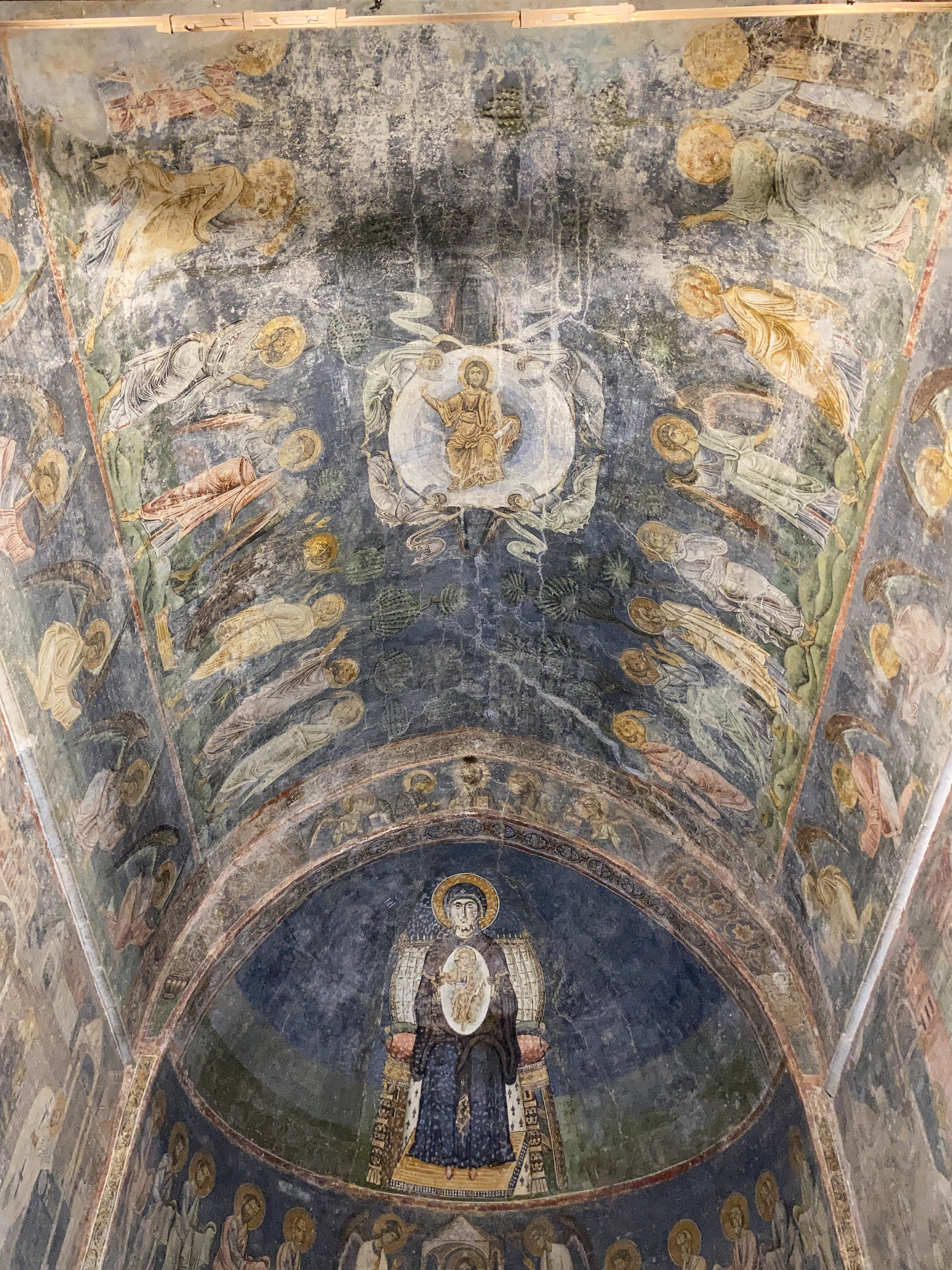
Fresken in Apsiskalotte und Gewölbe des Mittelschiffs, Sophien-Kirche, 11. Jahrhundert

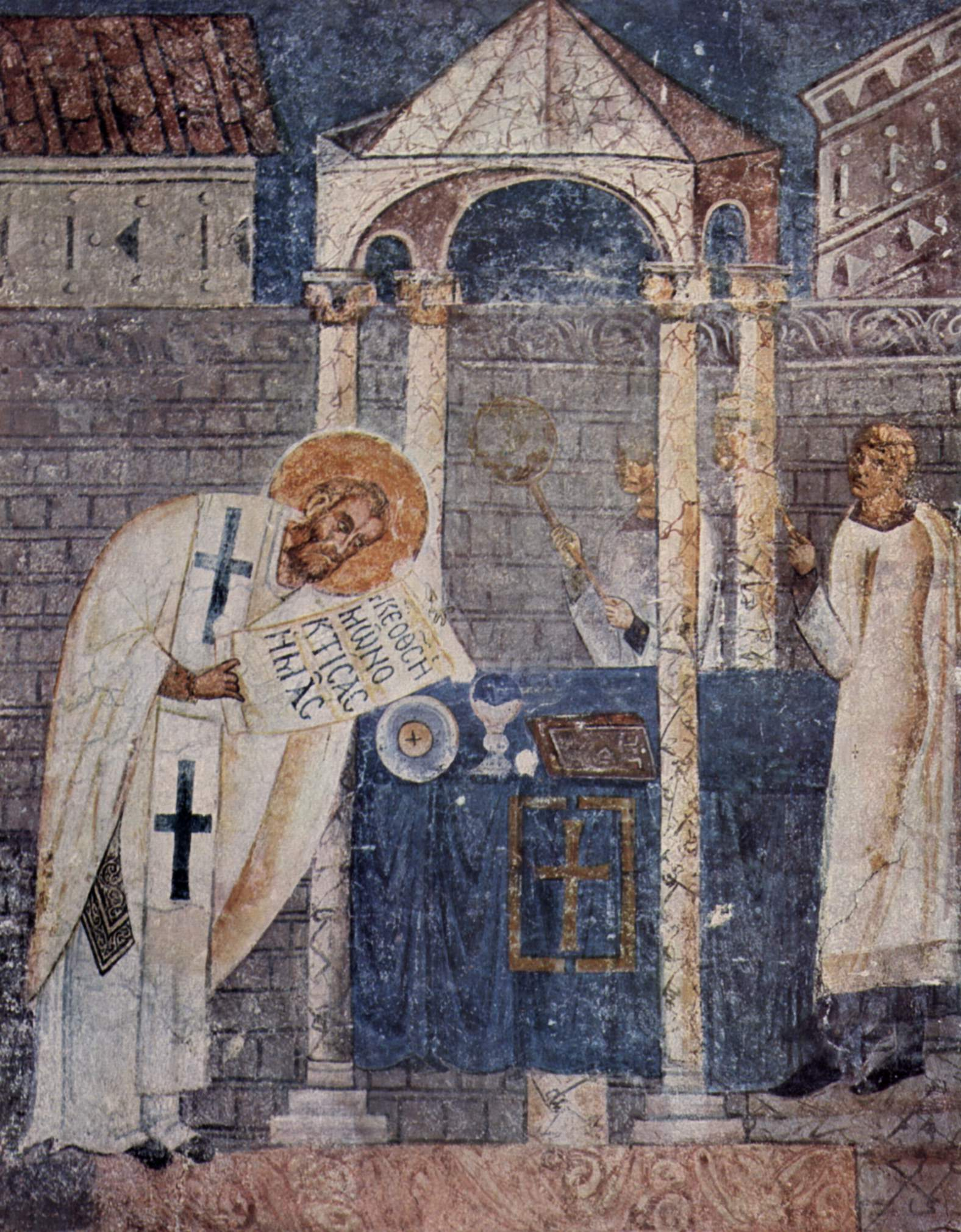
Blasius der Große, Fresko in der Sophien-Kirche, 11. Jahrhundert

In der Kirche sind heute wieder die zahlreichen Fresken zu sehen, mit der ihre Wände im 11. Jahrhundert ausgemalt worden war. Die Fresken der Kirche sind ein Beispiel der Auseinandersetzung lokaler Kunst mit den aus Konstantinopel kommenden Einflüssen. Die Ausmalungen, deren Künstler eventuell aus Byzanz ausgeschickt waren, sind eine der vielen schöpferischen Leistungen der Region, die über Byzanz kommend und auch von Ohrid aus auf die mittelalterliche Welt der Balkanländer einwirkten. Nicht nur deswegen sind die Fresken in der Sophienkirche als Teil der Stadt Ohrid heute Weltkulturerbe.
Die Fresken entstanden in einem Spannungsfeld zwischen der bereits ausgereiften, aus der Antike kommenden westbyzantinischen Kunst und dem Streben nach lokaler Unabhängigkeit vom zentralen Kaisertum und dessen Stilvorgaben. Auffällig ist, dass sie mit blauem und nicht, wie in Konstantinopel meist üblich, mit goldenem Hintergrund gemalt wurden. Auch zeugen sie von Kenntnis der im „lateinischen“ Italien neu entstehenden Freskenkunst der Romanik und trotz der räumlichen Entfernung von einer gewissen Ausrichtung der Region auf Venedig und ganz Italien – wenngleich die Bilder noch streng den schematischen Darstellungsvorschriften der Zeit vor dem Bilderstreit folgen.
Die Fresken haben somit in der Hauptsache ihre Inspiration aus der reichen Tradition von Byzanz gezogen und sich den Vorschriften und Vorstellungen ihrer Auftraggeber unterworfen. Ihr Malstil basiert auf schon seit langem reifen Lösungen und anerkannten Schemata. Trotzdem lassen Farbwahl und Darstellung der Architektur eine Selbstständigkeit erkennen, die das Kunstwerk in der Kirche zu einem Meisterwerk einer neuen Malerei in der Balkanregion des 11. Jahrhunderts machen. Es zeigt sich, dass die Elite im Adel und auch der Kirche der Region weitgehend hellenisiert war. Der slawische Charakter des Erzbistums in Ohrid wurde daher nur vom niederen Klerus weiter gepflegt, jedoch zeigt ein Vergleich mit den – ebenfalls aus der byzantinischen Kunst stammenden – russischen Meisterwerken der gleichen Zeit, etwa den Fresken und Mosaiken in Novgorod, dass sich die Kunst in Ohrid trotzdem nicht so stark an die byzantinischen Vorbilder gebunden sah. Die Fresken in Ohrid können als Interpretationen der Texte von Johannes Damaskenos gesehen werden, einem syrischen Kirchenvater des 7./8. Jahrhunderts, der im Bilderstreit gegen die Kaiser Leo und Konstantin für die Bilderverehrung eingetreten war.
Alle Fresken in der Sophienkirche waren in der Zeit der Herrschaft des Osmanischen Reiches und der Nutzung der Kirche in dieser Zeit als Moschee übermalt worden und gerieten in Vergessenheit. Zwischen 1950 und 1957 wurden die Fresken wiederentdeckt und werden heute als ein für die Region und deren Kunstgeschichte, aber auch für das Verstehen der gesamten europäischen Kunstentwicklung bedeutendes Werk betrachtet.